# Bâghâ Jatîn
Bâghâ Jatin (en bengali: বাঘা যতীন), né Jatîndranâth Mukherjee (en dévanâgari : यतीऩ्दरनाथ मुखोपाध्याय; en bengali যতীন্দ্রনাথ মুখোপাধ্যায়), connaît plusieurs variantes d’orthographe que nous simplifions ici en Jatin. Considéré comme le Penseur en action par Raymond Aron, ce philosophe révolutionnaire est un des fondateurs du mouvement d’indépendance de l’Inde. Aux côtés de Sri Aurobindo, il précède et prépare le soulèvement de masse que dirigera M. K. Gandhi vingt ans plus tard. Partisan d’une insurrection pan-indienne avec la participation des régiments coloniaux, Jatin crée un réseau international pendant la Première Guerre mondiale, comptant sur la promesse du Kaiser Guillaume II d’importantes livraisons d’armes et de munitions sur la côte orientale de l’Inde. Son objectif est alors d’entraîner une armée de libération au Moyen-Orient avec des soldats indiens incarcérés par l’Allemagne comme prisonniers de guerre et de synchroniser un mouvement en tenaille pour gagner l’Inde par l’Afghanistan à l’ouest et, de même, en Asie du Sud, par les frontières birmano-thaïes à l’est [En 1925] Gandhi reconnut auprès de Tegart que Jatin Mukherjee, couramment connu comme « Bâghâ Jatîn » était une « personnalité divine ». Il ignorait que Tegart avait une fois avoué devant ses collègues que si Jatin était Anglais de naissance, le peuple anglais aurait érigé sa statue à côté de celle de Nelson au Trafalgar Square. Dans sa note à J.E. Francis de India Office, en 1926, il décrivait les terroristes bengalis comme « les plus altruistes des travailleurs politiques en Inde ».

## Biographie

### Enfant du Bengale rural
Jatin a cinq ans et sa sœur Vinodebâlâ Dévi en a dix, lorsqu’ils perdent leur père, Umesh Chandra : Brâhmane érudit de Sâdhuhâti Rishkhâli en district Jhenâidah de Jessore (au Bangladesh aujourd’hui), il était connu pour son patriotisme et son amour de l’équitation. Les enfants reçoivent l’empreinte de la forte personnalité de leur mère Sharat Shashi qui les élève à Koyâ, près de Kushtia (au Bangladesh toujours), au sein de sa propre famille d’origine : l’aîné de ses frères, Basantakumâr Chatterjee, avocat et professeur de droit, est un notable de la région ; il compte parmi ses clients et voisins le poète Rabindranath Tagore qui s’était installé à Shilâidah (1890-1901) pour gérer les propriétés familiales. L’égard de Tagore pour Bankimchandra Chatterjee - visionnaire de l’Inde en tant que Divine Mère - confirme Sharat Shashi dans son admiration pour les maîtres à penser de l’époque. C’était sous l’influence de Bankimchanrda qu’adolescent, Tagore avait lancé la question ouverte : « Pourquoi accepter la discrimination raciale pratiquée par les Anglais dans la vie de tous les jours ? » Grâce à Sharat Shashi, Jatin promène cette interrogation et s’en inspire durant toute sa vie. Charitable et sensible à la misère, Sharat Shashi a pour passion de secourir des personnes - de la famille ou non – en difficulté. Ayant attrapé le choléra d’un malade qu’elle soignait, elle meurt lorsque Jatin a vingt ans.
Élève appliqué à l’intelligence vive, Jatin est très tôt repéré pour son courage et sa force, pour son tempérament toujours réfléchi, charitable et joyeux. La maison des Chatterjee est non seulement un rendez-vous de grands esprits mais, à l’occasion des grandes fêtes, elle accueille un millier de convives de toutes origines sociales. Entrainé dans les arts martiaux en même temps que ses études, le jeune Jatin se livre à des épreuves de force, même avec des sujets intouchables forts et agiles, pour divertir les invités. Amateur de caricatures, fin connaisseur du théâtre, il adore mettre en scène des pièces mythologiques et jouer des rôles pieux tels que Prahlâd, Dhruva, Hanuman, ou Harish Chandra. Il encouragera non seulement plusieurs auteurs dramatiques de l’époque à produire des pièces patriotiques mais aussi les rhapsodes à renouveler les opérettes de villages pour éveiller dans les milieux ruraux la conscience nationaliste. Respectueux de l’être humain, Jatin méprise toute distinction de naissance : ayant porté le fardeau d’une vieille villageoise musulmane, il partage avec elle sa gamelle de riz avant de lui laisser un peu d’argent pour employer un porteur à d’autres occasions.

### Études à Calcutta
Reçu brillamment à l’examen d’Entrance (Baccalauréat) passé au lycée anglo-vernaculaire de Krishnagar en 1895, Jatin s'inscrit au Central College de Calcutta (actuellement Khudirâm Bose College) pour ses études universitaires, de même qu’aux cours de sténodactylo dispensés par M. Atkinson : ce nouveau métier ouvrait les portes à des carrières convoitées. Présenté à Vivekananda, le moine patriote, Jatin apprend de lui combien l’indépendance politique de l’Inde (mukti) était indispensable pour la délivrance spirituelle (moksha) de l’humanité. Le Maître lui ouvre la perspective de maîtriser la libido avant de former une jeunesse « aux muscles de fer et aux nerfs d’acier » (qu’il caractérise de « propres aux vrais êtres humains »). Selon J.E. Armstrong, de la Police coloniale, Jatin "devait sa position prééminente dans les cercles révolutionnaires non seulement à sa qualité en tant que chef mais, de façon considérable, à sa réputation d’être un Brahmachâri [partisan de la chasteté] avec nulle pensée en deçà de la cause révolutionnaire."  Jatin aborde le précepte de “celui qui est au service des créatures (jîva) est au service du Créateur (Shiva)” : il s’engage, avec ses adeptes, aux secours des victimes d’épidémies, qu’organise Sister Nivéditâ, disciple irlandaise de Vivêkananda, Celui-ci, découvrant en lui porteur d’une envie de “mourir pour une cause”, envoie Jatin parfaire ses arts martiaux au gymnase d’Ambu Guha où, lui-même, il s’entraîne : c’est un carrefour de penseurs et de meneurs d’hommes. Jatin y rencontre, entre autres, Sachin Banerjee, fils de Yogendra Vidyâbhûshan (auteur à succès des biographies dont Mazzini et Garibaldi), devenu mentor de Jatin. En 1900, l’oncle Lalit Kumâr épousera la fille de Vidyâbhûshan.
Remettant en question les études dans une université coloniale qui “ne sert à rien d’essentiel”, Jatin part pour Muzaffarpore en 1900, employé comme secrétaire par le juriste Pringle Kennedy, fondateur et rédacteur en chef du Trihoot Courrier. Cet historien l’impressionne : par ses tribunes et sur le podium du Congrès indien, il réclame pour l’Inde une armée nationale autonome, critiquant le recel anglais des deniers indiens pour sauvegarder militairement l’intérêt impérial dans le monde. De ce point de vue on peut mieux apprécier l’hommage que le Dr Sarbâdhikâri rendra à Jatin en fondant le Bengal Regiment, en 1916, mobilisé en Mésopotamie. Recommandé par Kennedy auprès de Henry Wheeler, Chargé des Finances au Gouvernement du Bengale, Jatin prend ses fonctions au Secrétariat dès 1903 : il doit partager son année entre Calcutta et Darjeeling.

### Le père tranquille

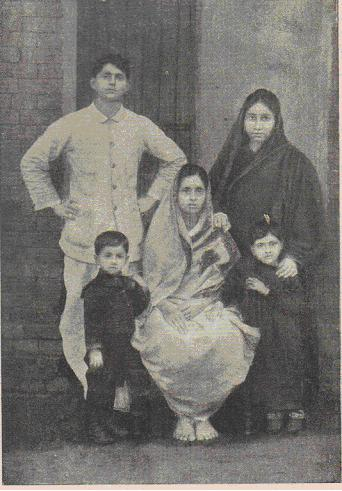
Bâghâ Jatîn, sa femme Indubâlâ Dévi et leurs enfants, Ashâlatâ, Atindra, Tejendra et Birendra, en 1912.

Marié à Indubâlâ Dévi en 1900, Jatin a une fille et trois fils : Ashâlatâ (1906-76), Atindra (1903-06), Tejendra (1909-89), Birendra (1913-91). Bouleversé par la mort d’Atindra, en compagnie de sa sœur et son épouse, Jatin part en pèlerinage et reçoit l’apaisement et l’initiation du saint Bholânand Giri de Hardwâr qui, mis au courant des projets révolutionnaires du disciple, le soutient dans ses desseins patriotiques. En mars 1906, lors d’un séjour à son village natal Koyâ, par un concours de circonstances et pour protéger la vie d’un innocent, Jatin lutte corps à corps avec un tigre royal du Bengale : grièvement blessé, il réussit à plonger une dague dans la nuque de la bête avant de l’achever. Le célèbre chirurgien de Calcutta, Lt-Colonel Suresh Sarbâdhikâri, s’occupe personnellement de son intervention et publie dans la presse anglaise un hommage au jeune héros. Le Gouvernement du Bengale marque l’événement en décernant à Jatin une médaille sur laquelle la scène de son combat est gravée.

### Organisateur de sociétés secrètes
De nombreuses sources administratives font état de la présence de Jatin parmi les fondateurs de l’Anushilan Samiti ('Société d’entraînement' d'après la conception de Bankimchandra); il est un des premiers à en créer des succursales dans des villes de province. Selon Daly : "Il y eut une réunion clandestine à Calcutta autour de l’an 1900 […] Elle décida de fonder des sociétés secrètes ayant pour objet d’assassiner des fonctionnaires et des supporteurs du Gouvernement […] Une des premières à prospérer se trouva à Kushtea, dans le district de Nadia. Elle fut organisée par un certain Jotindra Nath Mukherjee… "  Plus loin, à en croire Nixon : "La toute première initiative connue au Bengale de promouvoir des sociétés aux fins politiques ou semi-politiques est associée avec les noms du feu juriste P. Mitter, Miss Saralâbâlâ Ghosâl et un Japonais nommé Okakura. Ces activités commencèrent à Calcutta vers l’an 1900, et semblent avoir gagné plusieurs districts du Bengale et avoir prospéré surtout à Kushtia, que dirigeait Jatindradra Nath Mukharji."  Bhavabhushan Mitra, ami de jeunesse et collègue révolutionnaire, confirment par ses notes écrites sa propre présence à côté de Jatin à la toute première réunion. Une succursale de l'Anushilan Samiti est inaugurée à Dacca. Selon les archives de la police secrète, Jatin, lance dans sa région natale des gymnases, dont l'enseignement ajoute à l’éducation physique une dimension patriotique et spirituelle grâce à des conférences et des lectures, notamment sur le secret de l’action juste révélé par la Gîtâ que Jatin connaît par cœur.

### Rencontre avec Sri Aurobindo
Chez Yogendra Vidyâbhûshan, en 1903, Jatin fait la connaissance de Sri Aurobindo : membre d’une société secrète en Inde occidentale, il est venu de Barodâ explorer le terrain pour une révolution armée. Convaincu par le projet que propose Sri Aurobindo, il se met aussitôt à sa disposition en tant qu’adjoint et l’informe des cellules clandestines qu’il a fondées. Initiateur d’une organisation décentralisée de cellules régionales autonomes dont les dirigeants, seuls, seraient en contact avec le siège, Jatin évite les conséquences d’éventuelles dérives de militants indécis. Jatin ajoute au programme initial la clause d’endoctriner les soldats indiens de divers régiments britanniques en faveur d’une insurrection. Dans son Rapport sur les Connexions avec le Bihâr l’Orissâ W. Sealy confirme que Jatin Mukherjee, « le chef en Râjshâhi, Nadiâ, Jessore et Khulnâ, et un intime confédéré de Nani Gopâl Sen Gupta de la bande de Howrâh (…) travaillait directement sous les ordres de Sri Aurobindo. »
En 1905, lors d'un défilé pour fêter la visite du Prince de Galles à Calcutta, Jatin décide d'attirer l'attention du futur Empereur sur les agissements des fonctionnaires anglais de Sa Majesté. Non loin du convoi royal, rangé sur une contre-allée se trouve un fiacre, avec une bande de militaires anglais assis sur le toit, dandinant leurs pieds bottés sur les fenêtres, devant les visages blêmes de quelques dames indigènes. S'arrêtant près du fiacre, Jatin ordonne les Anglais de laisser les dames tranquilles. En réponse à leurs provocations insolentes, Jatin fonce sur le toit et les roue de coups mesurés jusqu'à ce que les malfrats ne tombent comme des mouches. Le spectacle n'est pas vain. Jatin est bien placé pour savoir que John Morley, le Secrétaire d'État, reçoit régulièrement des plaintes sur le comportement des Anglais à l'égard des citoyens indiens, « l'usage de langage grossier et emploi de fouets et de cannes. » Il en saura davantage : « De retour de sa tournée en Inde, le Prince des Galles eut un long entretien avec Morley, le 10 mai, 1906 (…) Il fit état du manque d'élégance des Européens devant les Indiens. »
Bârindra Kumâr Ghosh, en compagnie de Jatin installe une fabrique de bombes près de Deoghar, pendant que Bârindra en fonde une autre à Mâniktalâ au nord de Calcutta. Tandis que Jatin évite toute manifestation terroriste intempestive, Bârindra dirige une organisation centrée sur sa propre personne, visant un rapport de force suicidaire avec l’État colonial, en éliminer certains fonctionnaires indiens et britanniques de Sa Majesté. Apprécié dans sa carrière professionnelle, Jatin obtient en 1907 une mission officielle spéciale à Darjeeling pour la durée de trois ans. En mars 1908, dans la gare de Siliguri, son altercation avec un groupe d’officiers militaires anglais donne lieu à un procès médiatisé, qui secoue le pays. Sous la pression de Wheeler (qui se demande si le battage médiatique fait bien référence à son employé exemplaire et soucieux de cette publicité sur l’impuissance des Anglais), les officiers retirent leurs plaintes. Prévenu par le Juge d'avoir un comportement plus amène à l'avenir, Jatin réplique qu'il ne saurait le promettre pour se défendre ni pour revendiquer les droits de ses compatriotes. Un jour, de bonne humeur, Wheeler lui demande : “Jusqu’à quel nombre d’agresseurs pouvez-vous mater ?” “Pas un seul s’il s’agit de gens honnêtes; sinon, autant que vous voudrez !” répond Jatin.
Organisateur infatigable de secours assistés par un corps médical - et une discipline quasi militaire - lors des catastrophes naturelles (inondations), des épidémies, des congrégations religieuses dont l’ardhodaya, le kumbha-mélâ, l’anniversaire du saint Râmakrishna, Jatin en profite pour établir et maintenir le contact avec des militants de divers districts et leur transmettre des consignes, recruter de nouveaux volontaires, plus ou moins à l’insu de la police dont la suspicion d’arrière-pensées douteuses ne cesse de croître.

### Le style Jatin Mukherjee
En mai 1908, après l’assassinat par inadvertance de l’épouse et de la fille de Kennedy à Muzaffarpur, une vague d’arrestations met au jour la fabrique de bombes à Calcutta : Jatin ne fait pas partie de la trentaine de révolutionnaires accusés dans ce premier procès d’Alipore Bomb qui a Sri Aurobindo pour cible principale. Une série de mesures répressives s’empresse d'écraser la montée « séditieuse » depuis les agitations contre la partition du Bengale en 1905. Au cours de ce procès, Jatin assume la direction du mouvement incarné par le parti Yugântar (Jugântar) et renforce les liens entre le siège à Calcutta et ses ramifications non seulement dans les provinces du Bengale mais, aussi, au Bihâr, en Orissa et dans l’U.P. Depuis 1906, avec la complicité de l’indophile Sir Daniel Hamilton, Jatin expédie de brillants étudiants à l’étranger pour des études supérieures, en même temps que pour obtenir des formations militaires poussées et, surtout, de préparer un climat de sympathie en faveur de la lutte de l’Inde pour sa libération politique. Par l’intermédiaire du juriste Sâradâ Charan Mitra, Jatin fait acquérir un lotissement appartenant à Sir Daniel dans les marécages du Sundarban pour héberger les militants encore en liberté, les poussant au travail social. Il les embauche pour des cours de soir aux villageois adultes, des dispensaires homéopathiques, des ateliers d’artisanat, des expériences agricoles. Parallèlement, prônant l’utilité d’un endoctrinement des masses en faveur de la guérilla - arme souveraine contre l’impérialisme -, Jatin engage ses hommes à se rapprocher du peuple avec des conseils pour leurs multiples malheurs. À l’usage des leçons de tir, il fait acheter des armes à feu auprès d’un contrebandier de Chétlâ et accompagne un groupe d'élite pour des leçons de tir dans les marécages. Convaincu de l’efficacité de la guérilla pour se faire entendre par la Couronne, il dissémine ses associés pour sensibiliser la population rurale à cette fin.

### Les feux de la rampe
En riposte contre les répressions de plus en plus acharnées et en défense des accusés dans le procès d'Alipore, Jatin lance une série d'actions éclatantes à Calcutta et en province "pour redonner au peuple la confiance… Ces actions le révélèrent dans le rôle du meneur révolutionnaire, bien que peu de gens en dehors du cercle d'initiés soupçonnaient son rapport avec ces manifestations. Le secret régnait souverain ces temps-ci, surtout avec Jatin." Inventeur presque contemporain avec la bande à Bonnot, Jatin introduit les attaques à mains armées, véhiculées par des taxis automobiles, "une performance nouvelle en crime révolutionnaire". Plusieurs hold-up (dont, en 1908 : les 2 juin et 29 novembre; en 1909 : les 27 février, 23 avril, 16 août, 24 septembre et 28 octobre), une tentative d’assassiner le Gouverneur du Bengale (le 7 novembre 1908), deux assassinats - celui du Procureur Ashutosh Biswâs (le 10 février 1909) et celui du Commissaire-adjoint Samsul Alam (le 24 janvier 1910) -, tous deux résolus à obtenir la condamnation des accusés. Arrêté, grugé par la Police, l’assassin du dernier divulgue le nom de Jatin comme commanditaire.
Le 25 janvier 1910, dans le discours qui inaugure le nouveau Projet de Loi portant son nom, le Vice-roi Minto déclare ouvertement : "Un nouvel esprit est né en Inde (…) un esprit d’anarchie et de défi aux lois, qui cherche à subvertir le règne britannique…"  D’autres incarcérations - celle de Jatin comprise, le 27 janvier - à la suite d’aveux de quelques autres militants mènent au Procès de Howrah qui dure une année. Accusé de haute trahison, le 10e Régiment des Jats est démantelé. Pendant sa détention préventive, Jatin apprend par ses émissaires à l’étranger qu’une guerre mondiale est imminente.

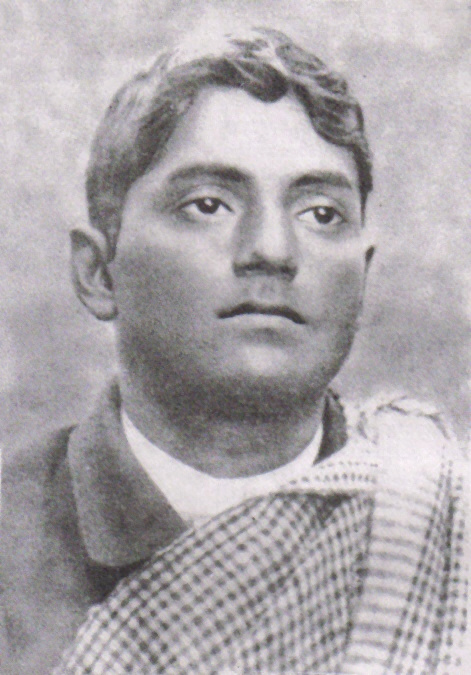
Bagha Jatin en 1910

### Consolider un réseau international
Sorti de prison en février 1911, renvoyé du service, assigné en résidence surveillée, Jatin trouve moyen de rencontrer le Prince-héritier allemand, en visite à Calcutta, et obtient de lui une promesse d’armes en faveur d’une insurrection. Jatin s’installe à Jhenâidah comme entrepreneur en bâtiments. Il conseille, avant de quitter Calcutta, une cessation absolue d’actions, de consolider les cellules clandestines, en attendant la Guerre mondiale. Le Rapport Nixon met en relief ces trois ans d’arrêt significatif et insiste sur l’intuition de Jatin concernant l’opportunité qu’allait fournir la Guerre. Cette suspension d’actes violents comme antidotes démontre le contrôle que Jatin avait sur son organisation – en contraste avec le fiasco déclenché plus tard par Gandhi, à Chauri Chaura. Son nouveau métier officiel - d’entrepreneur en bâtiments - permet à Jatin un déplacement quotidien d’environ une centaine de kilomètres à vélo ou à dos de sa jument : derrière cet alibi, il se hâte de relier les cellules clandestines des provinces entre elles et avec Calcutta. Attiré par les secours organisés par Jatin lors de l’inondation du Dâmodar en 1913, Râsbehâri Bose quitte Bénarès pour se joindre aux travaux de secours : il est poussé par un nouvel élan dans son zèle révolutionnaire au contact de Jatin ("un vrai meneur d’hommes"). Bose détermine avec lui la nature de l’insurrection, calquée sur le modèle de 1857 et consolide avec les officiers indigènes du Fort William de Calcutta (qui coordonnaient les casernes de toute l’Inde) les possibilités d’une collaboration étroite avec divers régiments.

### San Francisco via Vancouver et Tokyo
L'influence de Jatin est internationale. L’auteur bengali Dhan Gopal Mukerji, installé à New York et au sommet de sa gloire, se souviendra : "Te rappelles-tu notre cousin Jyotin ? (…) C’était un très grand homme et notre premier chef. Il était capable de penser à Dieu dix jours de suite, mais il fut condamné quand le gouvernement découvrit qu’il était à notre tête. La police l’entoura dans la jungle et le tua avec ses hommes dans une bataille rangée." 
Dès 1907, Târaknâth Dâs, émissaire de Jatin, organise avec Guran Ditt Kumâr des écoles du soir pour les immigrés indiens (majoritairement hindous et sikhs) depuis Vancouver jusqu’à San Francisco, en passant par Seattle et Portland : outre l’alphabétisation, ils les sensibilisent à leurs droits sur place et à leurs devoirs envers la Patrie au travers de deux publications, Free Hindustân (en anglais, soutenu par des révolutionnaires irlandais) et Swadesh Sévak (‘Serviteurs de la Patrie’, en gurumukhi). En contact régulier avec Calcutta et Londres (siège de Shyâmji Krishnavarma), Dâs est en correspondance avec des personnalités du monde entier (dont Léon Tolstoï et De Valera). En mai 1913, Kumâr part former un satellite à Manille, reliant l’Asie avec la côte occidentale américaine. Familier avec la doctrine de Sri Aurobindo et ancien collègue de Râsbehâri Bose, Har Dayâl démissionne en 1913 de son poste d’enseignant à Berkeley pour entamer une tournée de conférences aux centres d’immigrés indiens, invité par Dâs : il prêche ouvertement la révolte contre le régime anglais. Secondé par des militants à San Francisco, dès novembre, il fonde le journal Ghadar (‘Révolte’) et le Yugântar Ashram, en hommage à Sri Aurobindo.

### Berlin via Londres et Paris
Fondateur du mensuel Indian Sociologist et du pavillon India House à Londres dès janvier 1905, Shyâmji Krishnavarma s’attire la sympathie des socialistes anglais et fête l’imminent cinquantième anniversaire de la Révolte de 1857. Il est en contact avec deux collègues de Sri Aurobindo : Bipin Chandra Pâl et B.G. Tilak, et un adjoint de Jatin : Bhavabhûshan Mitra. En juin 1906, avec une bourse, il fait venir à Londres V.D. Savarkar. D’autres révolutionnaires, dont Vîrendranâth Chattopâdhyây (Chatto), Madame Bhikhâji Cama, Lâjpat Rai, Har Dayâl, Pâl, Tirumal Achâri, V.V.S. Aiyar, S.R. Rânâ sont familiers de ce foyer de turbulence. Prévenu de la colère du Gouvernement, en 1907, Shyâmji s’installe à Paris, maintenant, avec une plus grande marge de manœuvre, la direction de son organisation de Londres. En 1908, lors de sa conférence à India House, un scientifique fait éloge des bombes et promet de s’associer à leur fabrication dès qu’il reçoit quelques candidats. Fin 1908, Madame Cama dans son discours à Londres se fait l'écho des événements qui secouaient le Bengale et, acclamée par l’audience, salue les martyrs bengalis récemment exécutés. Elle s’installe à Paris en mai 1909. Menacés pour leurs activités, en juin 1910, Chatto et Aiyâr aussi se réfugient à Paris, devenu le siège révolutionnaire européen autour de Shyâmji et Cama. Chatto reste en contact avec Calcutta par l’intermédiaire des cousins révolutionnaires de Sri Aurobindo. Grâce à certains amis fidèles – dont Maître Jean Longuet, proche de Karl Marx et auteur d’articles dans L’Humanité – le groupe fait la connaissance des députés socialistes collaborateurs de Jean Jaurès. À l’approche de la Guerre en juillet 1914, Shyâmji déménage son siège à Genève.

### Première Guerre mondiale
Inscrit en linguistique comparée à l’université allemande de Saxe-Anhalt, Chatto rencontre en avril 1914 à Halle des compatriotes fort bien introduits auprès de l’état-major du Kaiser. Début septembre, il forme avec eux le Comité Amis de l’Inde et, reçu par le frère de Guillaume II, il signe un contrat d’aide accordée par l’Allemagne pour renverser le gouvernement colonial en Inde alors que les forces anglaises se concentreraient sur les fronts. Le 22 septembre 1914, Dhîren Sarkâr et N.S. Marathé quittent Berlin pour Washington avec une lettre du Ministère demandant à l’ambassadeur Bernstorff - de même qu’à Von Papen (attaché militaire) et Karl Boy-Ed (attaché naval) - de réquisitionner des navires pour expédier des cargaisons d’armes et de munitions sur la côte orientale de l’Inde. Le 20 novembre 1915, Satyendra Sen - émissaire de Jatin et important dirigeant du Ghadar – revient à Calcutta en compagnie de deux Ghadarites nommés V.G. Pinglé et Kartâr Singh Sarabha, avec les nouvelles fermes du Plan Zimmermann, opération qui s’occupe de la collaboration indo-germanique.Dans son "Rapport n°V" sur l’organisation subversive, Charles Tegart fait état des soldats Sikh du 93e Régiment des Birmans postés à la poudrière de Dakshineshwar contactés par les révolutionnaires avec "un degré certain de succès" ; on a vu Jatin Mukherjee en compagnie de Satyendra Sen s’entretenir avec eux. Tegart rappelle que Satyendra, rentré en Inde avec Pinglé, a pour mission de détourner la loyauté des régiments et que le 93e Régiment des Birmans allait être expédié en Mésopotamie ; Pinglé allait être pendu ; Satyen sera interné à la prison de Presidency. Pinglé et Kartar Singh Sarabha vont rencontrer Rasbehari Bose munis d'une lettre de Jatin.
Reçu par Guillaume II et muni de lettres de créance, Mahendra Pratâp quitte Berlin le 10 avril 1915 avec la Première Mission vers Kabul, en compagnie de Maulânâ Barakatullah et du diplomate Von Hentig. À Constantinople, le Sultan les accueille, de même que les Paça Enver et Hilmi. Ayant traversé Bagdad et Ispahan, la Mission s’arrête au consulat d'Allemagne à Kuman Shah où une deuxième mission dirigée par le capitaine Niedermeyer se joint à Pratâp. Le gouverneur de Hérat les héberge comme des hôtes de l’État et ils partent pour Kabul. Acclamés par une foule en liesse, le 2 octobre 1910, ils s’installent au palais Baghi Babar, en attendant l’entretien avec l’Amir Habibullah.

### L'insurrection
L’arrivée massive des militants Ghadar du continent américain au Punjab et leur impatience de se jeter en action poussent Bose à consulter Jatin afin de lancer l’insurrection depuis Calcutta jusqu’à Peshawar, sans attendre les livraisons d’armes. La date est fixée au 21 février 1915. À partir des casernes du Nord – Mian Mir, Lahore, Ferozepur, Rawalpindi, Jabbalpore, Bénarès – les insurgés hisseront le tricolore national (le bleu représentant les musulmans ; le jaune, les sikhs ; le rouge, les hindous). À Calcutta, après avoir occupé le Fort William, une déclaration de guerre sera proclamée et, en vue d’empêcher toute expédition de renforts, on saboterait les liaisons ferroviaires.
Pour subvenir au besoin d’armes, les révolutionnaires ont déjà subtilisé, le 26 août 1914, un lot de puissants pistolets Mauser appartenant à l’importateur anglais Rodda & Co de Calcutta. Pressé par Bose qui manque d’argent - et forcé par les exigences du moment - à contre-cœur, Jatin coordonne une deuxième vague d’opérations, terroristes. Le 12 février 1915, il commandite une attaque sur le fourgon de la Chartered Bank et dévalise une grosse somme appartenant à une firme anglaise. Mis au courant de l’échec de Bose – qui est trahi par un militant sikh immigré -, sans se laisser abattre, Jatin fait exécuter la deuxième opération, le 22 février 1915, rapportant un butin bien plus juteux. Le 24 février, alors que Jatin tient une réunion secrète, un espion s’introduit dans l’appartement et se fait abattre; avant de rendre l’âme, l’agent dénonce Jatin comme son meurtrier. Malgré l’annonce d’importantes sommes pour capturer Jatin, la police reste impuissante et le 28 février 1915, un inspecteur de police réputé pour son engagement dans la chasse aux révolutionnaires et chargé, ce jour-là, de la sécurité du Vice-roi, se fait assassiner à l’angle du jardin de Héduâ.
Jiten Lahiri - émissaire de Jatin et collaborateur de Târaknâth Dâs – quitte San Francisco et après une escale à Berlin en décembre 1914, rentre à Calcutta en mars 1915 avec la demande urgente d’expédier un porte-parole à Batavia pour les modalités de la livraison d’armes que Von Papen a réunies à San Diego. Jatin désigne Naren Bhattâchârya (le futur M.N. Roy) pour les négociations à Batavia. Reçu par Emil et Theodor, frères de Karl Helfferich (1872-1924), Naren apprend l’arrivée imminente du Maverick (en) avec les livraisons d’armes.

### L’interlude tchèque
Le plan échoue par le truchement de révolutionnaires tchèques à l’œuvre aux États-Unis et en contact avec leurs homologues d’autres pays. Dans un article récent, Ross Hedviček confirme qu’en début de la Première Guerre, en 1915, Emanuel Victor Voska organise la minorité nationaliste des Tchèques en un réseau de contre-espionnage, mettant au jour l’activité d’espionnage des diplomates allemands et autrichiens contre les États-Unis et les Alliés. Plus tard, Voska fait état de ces événements dans son ouvrage autobiographique, Spy and counter-spy. Et il ne s’agit pas d’exploits de pacotilles, souligne Hedviček : la plupart relèvent d’implications internationales et de conséquences historiques : par exemple, sur le mouvement de la libération de l’Inde. "Eh oui, c’était bien ainsi," insiste Ross Hedviček à juste titre : si Voska ne s’était pas mêlé de cette histoire, personne n’aurait aujourd’hui entendu parler du Mahatma Gandhi et "le Père de la Nation indienne serait Bâghâ Jatin." Hedviček raconte comment Bâghâ Jatin voulait libérer l’Inde de l’empire des Britanniques, tout en se rangeant du côté des Allemands qui lui promettaient une collaboration. L’ayant appris, en qualité de pro-Américain, pro-Britannique et anti-Germanique, Voska prévint T.G. Masaryk. Celui-ci se précipita pour en informer les institutions américaines et britanniques.

### Martyr fidèle à son enseignement
Ainsi alertées, les Autorités britanniques déploient leurs forces dans la région du delta gangétique et rendirent tout abord maritime inaccessible sur la côte orientale depuis Noâkhâli-Chittagong jusqu’en Orissa.
Avant son départ pour Batavia, Naren prépare pour le Dâdâ ('Grand Frère') un retrait convenable dans la forêt de Kaptipodâ, en Orissa, non loin de Balasore dont la côte est jugée idéale pour la livraison d’armes. Durant six mois de vie clandestine avec quatre à cinq compagnons d’armes, depuis Kaptipodâ, Jatin dirige toujours le réseau international lorsqu'une coupure du Penang Times lui révèle l’interception tragique du S.S. Maverick avec sa cargaison. Tandis que d’amples possibilités de se sauver – voire partir à l’étranger – s’offrent, persuadé dans son for intérieur que le salut de l’Inde viendrait de l’intérieur - et non d’une puissance étrangère -, Jatin décide de laisser un ultime message à ses compatriotes, en voulant se sacrifiant au cours d’une guérilla.
Des villageois, inquiétés par l’approche de tant d’Européens à dos d’éléphants, tard le soir du 6/9/15, courent prévenir Sâdhubâbâ ('le Moine vénéré', surnom respectueux dont ils affublent Jatin). Accompagné de ses quatre compagnons, il réunit quelques affaires pour gagner la jungle.
Après plus de soixante heures de course-poursuite aggravée par la pluie, sans répit, sans nourriture, en début d’après-midi du 9/9/15, ils découvrent enfin une colline, au bord d’une mare à la lisière du village Châsâkhand : le sommet de la colline est entouré d’épineux jusqu’à la hauteur des épaules, recouverts de termitières, constituant un rempart naturel qui domine le paysage. Ils aperçoivent l’approche des forces armées en deux détachements en tenaille. Un informateur depuis la cime d’un arbre leur indique l’endroit recherché.

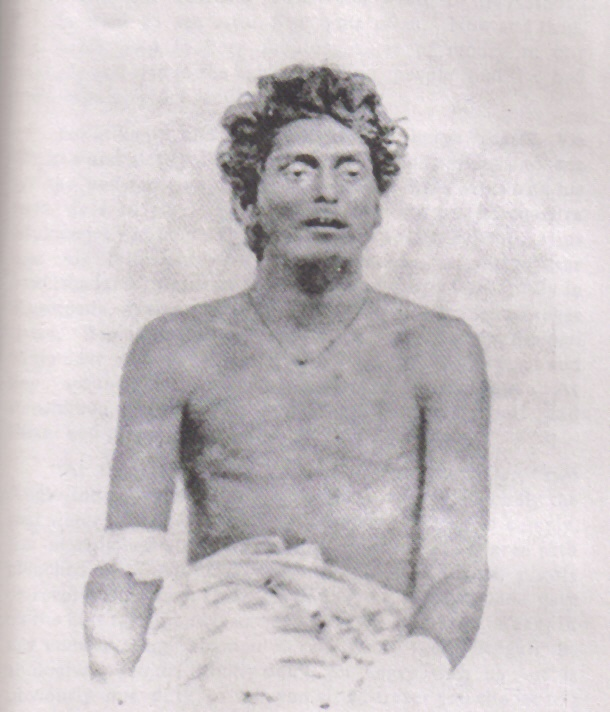
Bagha Jatin après la bataille finale. Balasore, 1915.

Ouvrant le feu pour alerter les fuyards de la présence d’armes à longue portée, la brigade se met à gravir la colline. Après avoir converti leurs Mauser en rifles redoutables, Jatin et ses compagnons la laissent atteindre la mi-hauteur avant de se mettre à tirer. Surpris par cet assaut, les soldats dégringolent le long de la pente glissante. Au terme d’un échange prolongé de coups de feu durant environ soixante-quinze minutes, pendant que le soleil se couche, deux jeunes militants surgissent de leur cachette pour déclarer en anglais : "Nous capitulons." Les deux responsables anglais, M. Rutherford, maréchal de logis, et M. Kilby, magistrat de Kaptipodâ, parvenus au sommet, trouvent deux patriotes allongés : Chittapriya Rây Chaudhuri, mort ; Jatin, grièvement blessé, ne tardera pas à mourir ; un troisième - Jatish Pâl - est blessé; les deux autres, Nîren Dâsgupta et Manoranjan Sengupta, restent debout malgré leurs blessures, malgré leur fatigue. Jatin se tourne vers Kilby pour murmurer : "Je suis coupable de tout ce qui s’est passé. Ces trois jeunes gens sont innocents. Veillez à ce qu’ils ne soient pas pénalisés." Frappé par le ton héroïque et l’excellence de son anglais, Kilby se hâte d’ordonner deux brancards improvisés et prévient l’hôpital d’État de Balasore avant d’y emmener tous les cinq pour les soins.
Des interventions difficiles pratiquées durant la nuit par les chirurgiens laissent espérer que Jatin va survivre. Kilby veille au chevet du héros, lui offrant de la limonade en petites lampées. Le lendemain matin, à l’issue du passage de Charles Tegart, Commissaire notoire de la police de Calcutta, l’on trouve les pansements de Jatin déchirés. Il rend son dernier souffle avec un sourire : à la vue du sang qui coule, il s’exclame, "Ah ? Il en restait encore ! Heureusement, chaque goutte de ce sang a été versé au service de la mère Inde !" Kilby, Rutherford et tout le personnel présentent leur hommage silencieux à Bâghâ Jatîn.
Presque soixante-dix ans plus tard, Indira Gandhi se trouvera à quelques kilomètres de Balasore, la veille de son assassinat. Sensible à la vie et au message du visionnaire, Indira proclamera de façon prémonitoire dans son dernier discours public : "Si je dois mourir au service de la nation, je le ferai avec fierté. Chaque goutte de mon sang, j’en ai la certitude, contribuera au développement de ce pays, à son renforcement et à son dynamisme."

## Son héritage
Du point de vue du professeur Amales Tripathi, un examen minutieux du Procès de Howrah et des écrits des militants accusés, révèle certains nouveaux courants originaux que Jatin avait libérés :
- la création d’une conscience révolutionnaire à partir d’actes audacieux et apparemment épars, et du martyre individuel ;
- la résistance armée sporadique par petits groupes, en même temps qu’un effort d’améliorer globalement le niveau de vie (notamment financier) de la population ;
- la collecte d’armes de sources indigènes (dont le cas de l’entreprise Rodda de Calcutta) et d’en importer (de l’Allemagne via la côte californienne) ;
- l’organisation et la consolidation de la guérilla ;
- l’endoctrinement des soldats indigènes de différents régiments (dont les 10e Jats et les 16e Rajput Rifles) et la préparation d’un soulèvement panindien[45].

Plusieurs fois ministre au Bengale occidental depuis 1947, Bhûpati Majumdâr, ancien disciple de Jatin, réclame dans son article intitulé « Dâdâ » (« Grand frère ») que tout le réseau international était conçu et créé par ce seul cerveau maître. La première alerte lancée par le Vice-roi Minto en janvier 1910 en caractérisant Jatin et son action d’un nouvel esprit reçut une corroboration de la plume de son successeur Charles Hardinge qui, à peine arrivé en Inde, repéra Jatin comme le vrai criminel, tout en regrettant vivement le non-lieu qu’il venait de remporter ; exaspéré, Hardinge avoue dans sa lettre à Valentine Chirol que, par la suite, les services de l’Ordre et de la Justice se trouvaient bafoués aux deux parties du Bengale. Dans une dépêche à Londres, la Police de Calcutta reconnaît, en début de 1915, que malgré une forte prime annoncée pour la capture de Jatin, celui-ci se déplace libre de ses mouvements grâce à ses déguisements parfaits : nul agent n’est disponible pour le suivre à sa trace car l’homme est « dangereux, se promenant toujours armé. »
Prévenu que Charles Tegart rentre de Balasore, J.N. Ray, avocat et ami de Jatin lui demande le bienfondé des bruits concernant l’éventuel mort de Jatin. Tegart répond : « Malheureusement c’est vrai. » Interrogé sur son choix de l’adverbe, le Commissaire ajoute : « C’était le seul en Inde qui ait improvisé une bataille de tranchées ! » Plus tard, fidèle à l’attitude condescendante occidentale, celle qu'empruntent Chirol, Ker, Rowlatt, jusqu’à Judith Brown, Tegart écrira : « Dans le tempérament de Jatin (…) et celui d’autres enthousiastes, le visionnaire remportait sur le réaliste(…) Cependant leur puissance de meneurs était immense. » Force est de constater que s’agissant de Gandhi et Nehru, Emery les trouve des niggling unpractical (créatures invétérées privées de sens pratique), tandis que Linlithgo commente : « Ils ne pouvaient jamais courir tout droit. » Néanmoins, sortant de ce jugement paternaliste traditionnel de l’indigène, Tegart finit par avouer que si – selon les projets de Jatin – l’armée de libération pouvait être entraînée de façon adéquate à la frontière birmano-thaïlandaise et, si les livraisons d’armes et de munitions pouvaient s’effectuer aux ports indiens, ceci signifierait sérieusement une défaite britannique dans la Première Guerre.
En résumant la théorie révolutionnaire de Sri Aurobindo en 1906, un militant de l’époque, Arun Chandra Guha – ancien disciple de Jatin, devenu collaborateur estimé de Gandhi et Ministre de l’Union indienne - semble esquisser le parcours pratique de Jatin, son idole de toujours : (a) prôner la violence en réponse à la violence devenait indispensable ; (b) tolérer l’injustice freinerait et affaiblirait l’enthousiasme, la persévérance et l’unité patriotiques, tellement nécessaires pour le mouvement d’indépendance ; (c) dans le contexte d’un peuple asservi, il était primordial d’apprendre à rendre coup pour coup, de se redresser contre une agression, d’instaurer la virilité chez le peuple ; (d) la prolifération impunie de la trahison et de la perfidie à l’intérêt patriotique était nuisible ; (e) un peuple qui cherchait à se libérer devait faire face à la tyrannie et à la persécution. Il fait état de l’importance qu’accorde Sri Aurobindo à la politique d’auto perfectionnement dans tous les domaines de la vie nationale, désireux d’appliquer la résistance en parallèle avec tous les points du développement de soi : Guha souligne l’aspect visionnaire de Sri Aurobindo qui anticipe le programme constructif et de Satyâgraha de Gandhi. Dans la préface de cet ouvrage, Bhûpendra Kumâr Datta ouvre la perspective de cette doctrine créative de se sacrifier : « La marche en avant fut maintenue d’Aurobindo à Jatindranâth, de Jatindranâth à Gandhi, de Gandhi à Sûrya Sen, de Sûrya Sen à Subhâs Bose ».
Lors de la poursuite, Jatin avait déposé - avec quelques affaires (des châles, des vestes, des chaussures) – son journal intime rédigé en anglais, dans le creux d’un arbre : dans un paquet découvert par les villageois, les affaires ont disparu avant que le carnet ne tombe entre les mains de la police. Le jour même (9/9/1915) Kilby le transmet à Godfrey Denham du Service central d’Espionnage (CID). Frappé, à son tour, par cette « mort glorieuse », Denham prévient M. Cleveland (Director of Criminal Intelligence, Central Government of India) que Jatin Mukherjee est « probablement le plus audacieux, le plus activement dangereux parmi tous les révolutionnaires bengalis. » Tel un écho, le télégramme de Hardinge daté du 15/9/1915 et adressé à Austen Chamberlain annonce : « Le premier Bengali tué s’avère être le célèbre criminel politique en fuite, Jatin Mukherjee, probablement le plus actif et dangereux des révolutionnaires bengalis… Selon les preuves, cette bande de cinq Bengalis était impliquée dans l’intrigue allemande pour livraison d’armes en Inde, en complicité avec d’autres de leur parti… » En réponse télégraphique, Chamberlain recommande la plus grande discrétion afin d’éviter toute fuite par la presse, rassurant Hardinge, par lettre du 29/10/1915 : « Merci pour les Papiers concernant l’Intrigue allemande. Je vais les faire d’Armes. Je vais les faire conserver en scellés dans notre section secrète. » Nulle recherche n’a permis d’avoir accès à ces précieux documents.
Lors du procès des trois survivants à Balasore, attirant l’attention de l’avocat des révolutionnaires sur ces écrits de Jatin, le juge anglais observe : « Si cet homme restait en vie, il saurait diriger le monde entier. » Encouragé par Londres pour des mesures exceptionnelles, Hardinge vient d’écrire à Austen Chamberlain qu’il a « mobilisé toute source de force militaire disponible en Inde (…) au nom de l’Empire (…) Nous n’avons rien entre nos mains pour faire face aux nouvelles possibilités tant en Perse qu’en Mésopotamie… »
Malgré une politique gouvernementale de dénigrer les révolutionnaires comme des terroristes ou des anarchistes, les hautes instances se montrent sensibles à ce programme fondé sur la capacité d’un sacrifice total au nom de l’indépendance : ce fond d’estime aboutit par le caractériser, par exemple, dans le Rapport de la Commission Rowlatt, en 1918, comme un « mouvement révolutionnaire ». En 1920, en réponse à l’appel de Gandhi de lancer un programme non-violent et de « non coopération », le Jugântar au Bengale (l’esprit de Jatin) - après avoir consulté Sri Aurobindo - et le Ghadar au Punjab, lui accordent leur participation politique provisoire, tout en maintenant leurs réserves éthiques. Ces réserves éthiques serviront à rectifier les faux pas de Gandhi tout le long de son parcours. Lorsqu’en juin 1924 le jeune militant bengali Gopînâth Sâhâ est exécuté pour avoir abattu un Européen (qu’il avait mépris pour Tegart, associé avec la mort de Jatin), refusant de rendre hommage à la mémoire de ce martyr, Gandhi le stigmatise, tandis que sept ans plus tard, il déplorera Bhagat Singh, militant punjabi exécuté dans des circonstances similaires. L’autoritarisme de Gandhi démontre, en 1936, comment dompter le fougueux et socialiste Jawaharlâl Nehru en lui tendant la perspective du dauphin ; en 1939, il évince Subhâs Bose – élu Président - du Parti Congrès, toujours pour son projet gauchissant. Ce qui ternira davantage la notion de sa non-violence.
Informé par son ami Horace Alexander que sa politique déçoit profondément ses admirateurs britanniques, en juin 1942, Gandhi s’en prend au journaliste Louis Fischer soulignant les éléments fascistes du régime britannique et lui demande si les libertés prônées par Roosevelt incluent aussi la liberté d’être libre : « On nous prie de lutter pour la démocratie… Comment est-ce possible pendant que nous-mêmes nous n’en avons pas ? » Dépassé par l’idylle entre le Gouvernement et Jinnah concernant les priorités musulmanes séparatistes, Gandhi est interrogé sur la nature des choses dans l’hypothèse où par son opération Anglais, fichez le camp – Quit India! - ceux-ci lâchaient l’Inde pendant que le Japon s’acharnait sur la frontière orientale du pays : dans une candeur puérile, il soutient qu’une fois que les Japonais découvriraient que leurs ennemis - les Anglais - étaient partis, ils laisseraient l’Inde tranquille, car on est des amis. Non sans maladresse, on entend dans sa bouche l’écho de la formule de Jatin : « l’Inde n’a pas besoin d’une puissance étrangère ; sa propre force intérieure trouvera son salut. » Sur les menaces éventuelles d’un éclatement de violence populaire, Gandhi est formel : « Les scrupules que j’avais, étaient nécessaires pour notre expérience. Dorénavant, je n’en aurai plus. » Ce qui signifie un abandon total de son pacifisme.
Calquée sur le projet de Jatin du 21 février 1915, cette opération a pour but des grèves, des manifestations, la démission des fonctionnaires, le boycott des établissements scolaires, le refus de payer des taxes, convaincre les paysans que la terre appartenait à ceux qui la labouraient. Dès le 9 août 1942, tandis que les dirigeants – Gandhi compris - sont tous incarcérés pour avoir incité le peuple à la violence, la révolte ressemble à une traînée de poudre. Des trains mis en feu, les lignes ferroviaires arrachées, les câbles sectionnés… Toute la colère intériorisée du peuple depuis la dénonciation brusque de Gandhi devant le défoulement spontané à Chauri Chaura - accompagnée de boniment non-violent pendant vingt ans - bannit une fois pour toutes le retour de doctrines expérimentales aux dépens d’un peuple en souffrance. Le sous-continent, par étapes successives, n’allait plus connaître que des famines, des « pogroms » de plus en plus virulents, jusqu’au génocide de 1947. Dans ce contexte, se rappelant la discipline avec laquelle Jatin avait maîtrisé tout acte de violence entre 1911-14 au nom d’un projet constructif, certains dirigeants se tournent vers Sri Aurobindo pour une solution. La réponse vient : « Si Jatin Mukherjee était en vie, il aurait résolu le problème avant de venir me dire : Voici, Aurobindo, ce que j’ai pu. »

### Citations
- « Nous allons mourir pour que la nation s’éveille. »
- « Par saccades nous allons secouer la conscience patriotique. »
- « Praphulla Châki, Khudirâm, Châru Basu, Bîren Datta-Gupta ont sacrifié leur vie en martyrs individuels. C’est notre tour de mourir en guérilla, pour qu’un jour le soulèvement de la masse devienne possible.»
- « Si nous nous inquiétons pour notre propre sécurité, pourquoi avons-nous choisi cette voie périlleuse ? Nous allons mourir pour vaincre la peur de mourir, pour que le peuple apprenne à vivre dans la dignité de citoyens libres. »
- « La Thaïlande sera notre Suisse de l’Asie. »
- « Si le service pour libérer la Patrie ne nous menait pas à la délivrance spirituelle, je ne serais pas à vos côtés. »
- Kaptipodâ, le 18 mai 1915 (Lettre à sa sœur) : « N’oubliez dans aucune circonstance na hi kalyânakrit kaç-cit durgatim tâta gacchati. (Bhagavad Gîtâ, vi.40 : « ...Ni dans cette vie ni dans l’autre, il n’est pour lui, de destruction : car jamais à l’homme de bien rien de funeste n’arrive… ») Grâce aux bénédictions de notre Mère, j’ai pu sortir indemne de tous les dangers : de même qu’elle m’a secondé dans toutes mes activités, elle m’aidera certainement à traverser les circonstances présentes. Rien que son inspiration m’a permis de me jeter dans cet océan d’actions ; elle-même, elle me ramènera sur la terre ferme… »
- « ...Vous avez constaté tellement souvent combien tout est éphémère dans cette vie : celui, qui a la chance de sacrifier cette vie éphémère dans ce monde éphémère pour la cause du Dharma [La Loi juste, le Devoir], est en vérité tellement fortuné… « ...Désireux de faciliter sa tâche de mener à bien cette réalisation, [ses proches] restent au foyer pendant son absence, avec le seul but de garder fermes leur espoir et leur confiance en Dieu, se protégeant et se consolant mutuellement : c’est cette catégorie d’êtres humains qui sont véritablement bénis, qui ont puisé sur terre le lait d’une mère digne de toute gloire. « Tout le monde peut se plaindre et se lamenter (…) Nous ne sommes pas - à l’instar des autres - enfants d’une mère au cœur froussard et sans foi : rappelez-vous tout ce qu’elle a souffert la vie durant avec un sourire. Si elle était, aujourd’hui, de ce monde, elle m’aurait sans aucun doute félicité pour le choix de mes activités. » « A une occasion, dans le passé, sur la face d’une grave menace, ne m’aviez-vous pas écrit : Celui qui t’aime mieux que nous tous, prend soin de toi, Lui-même, constamment; que pourrons-nous pour toi bon Dieu, en nous inquiétant pour toi ? Votre attitude, dans toutes ces années, est censée atteindre un état bien supérieur. Il m’est permis d’espérer que la force de votre âme est aujourd’hui bien plus intense. « N’oubliez pas que dans des moments difficiles, il est sage de rester imperturbable et de compter sur sa propre raison. Conservez votre foi ferme aux pieds de notre Gurudéva vénéré.[Le saint Bholânand Giri de Hardwâr]. Ecrivez-lui régulièrement. »
- Kaptipodâ, le 18 mai 1915 (Lettre à son épouse) : « Par la volonté de Dieu, tu m’as épousé depuis bientôt quinze ans. Durant cette période longue, chaque fois que le temps m’était accordé, j’ai tâché de t’expliquer où réside la source de la véritable humanité. De tant de manières t’ai-je prévenue que la situation dans laquelle nous nous trouvons actuellement, surviendrait certainement un jour, te demandant même de t’y attendre. J’espère que toutes ces semences de mon enseignement ont porté les fruits souhaités dans un champ de qualité. Ce que j’attends de toi c’est d’être la personne parmi tant de milliers en qui, en particulier, s’épanouissent simultanément la force, la patience et un sens du devoir (…) Sache que Purusha [l'éternel principe Mâle dans la philosophie indienne] n’est complet qu’en prenant en considération Prakriti [l'éternel principe Féminin] : quelle que soit la distance qui nous sépare, que ta sérénité et ton assistance avec la puissance bienveillante de tes vœux m’accompagnent pour toujours. Sois constante dans tes prières auprès de Gurudéva et aux pieds du Divin pour l’accomplissement de la mission de ton époux, et garde courage dans ton cœur. »
- Prison Centrale d’Alipore, le 4 avril 1910 (Lettre à sa sœur) : « (…) Quoi qu’il en soit, maintenez votre soumission à Dieu et confiez moi à ses pieds seuls : de même qu’il m’a protégé depuis mon enfance à travers tant de dangers, ici aussi il est mon unique appui. Plus il aime quelqu’un, plus grandes sont les épreuves qu’il place devant celui-là et, ainsi, l’introduisant en face de diverses calamités, Il rend sa présence manifeste. L’homme n’a aucun pouvoir sur ce qu’il décidera de faire; nous avons au plus le choix de nous confier à Lui et vivre les résultats de nos actes passés; les fruits sont uniquement entre Ses mains. (…) Fixez votre regard sur Lui et restez au foyer, armée de l’espoir. Dieu a plus d’affection pour vous et, par conséquent, vos épreuves aussi sont plus de taille et plus dures que les miennes. Quoi qu’il arrive, n’oubliez pas sa compassion. Ne Le mettez pas, même pour un instant, en doute. »
- Prison Centrale d’Alipore, le 23 mai 1910 (Lettre à sa sœur) : « (…) Que peut-on par l’inquiétude ? Dieu est le Maître, nous ne sommes que ses jouets. Il mène à chaque moment son jeu. Quand Il aime quelqu’un beaucoup, Il aime le bousculer. Au lieu de s’en affliger, si l’on garde en mémoire toute Sa compassion, la dévotion ne peut que s’en raffermir. Très vite vous verrez la profondeur de sa miséricorde : (vous verrez) comment, pas à pas, il mène l’innocent vers (Son) abri (…) »
- Prison Centrale d’Alipore, le 20 août 910 (Lettre à sa sœur) : « (…) Quoi qu’il en soit, je place mon regard sur les pieds du Père suprême qui ne veut que notre bien. Quel que soit Son verdict, je l’accepterai comme Ses bénédictions. Jamais Il ne fait rien pour notre mal. Apparemment ce que nous prenons pour mal cache, par derrière, certains desseins nobles qu’avec notre esprit erroné nous ne pouvons comprendre. Vous fiant intégralement à Lui, concentrant toute force dans l’âme, attendez le temps (propice)… »
- Prison Centrale d’Alipore, le 25 septembre 1910 (Lettre à sa sœur) : « (…) Par la grâce du saint notre Guru je vais mieux. (…) De toute façon, n’ayez aucune crainte. Seul Dieu est notre refuge et Lui seul est le maître du bien et du mal de ses enfants. Cette fois Il m’a accordé une ample chance de me rendre compte de sa faveur et de son affection. C’est dans de telles circonstances et de tels lieux que l’on peut d’une manière adéquate mesurer sa faveur et sa compassion. Si Dieu m’en donne l’occasion, je raconterai tout auprès de vos pieds. Celui que Dieu aime, c’est de cette manière qu’il lui fait preuve de Son amour. »

### Monuments

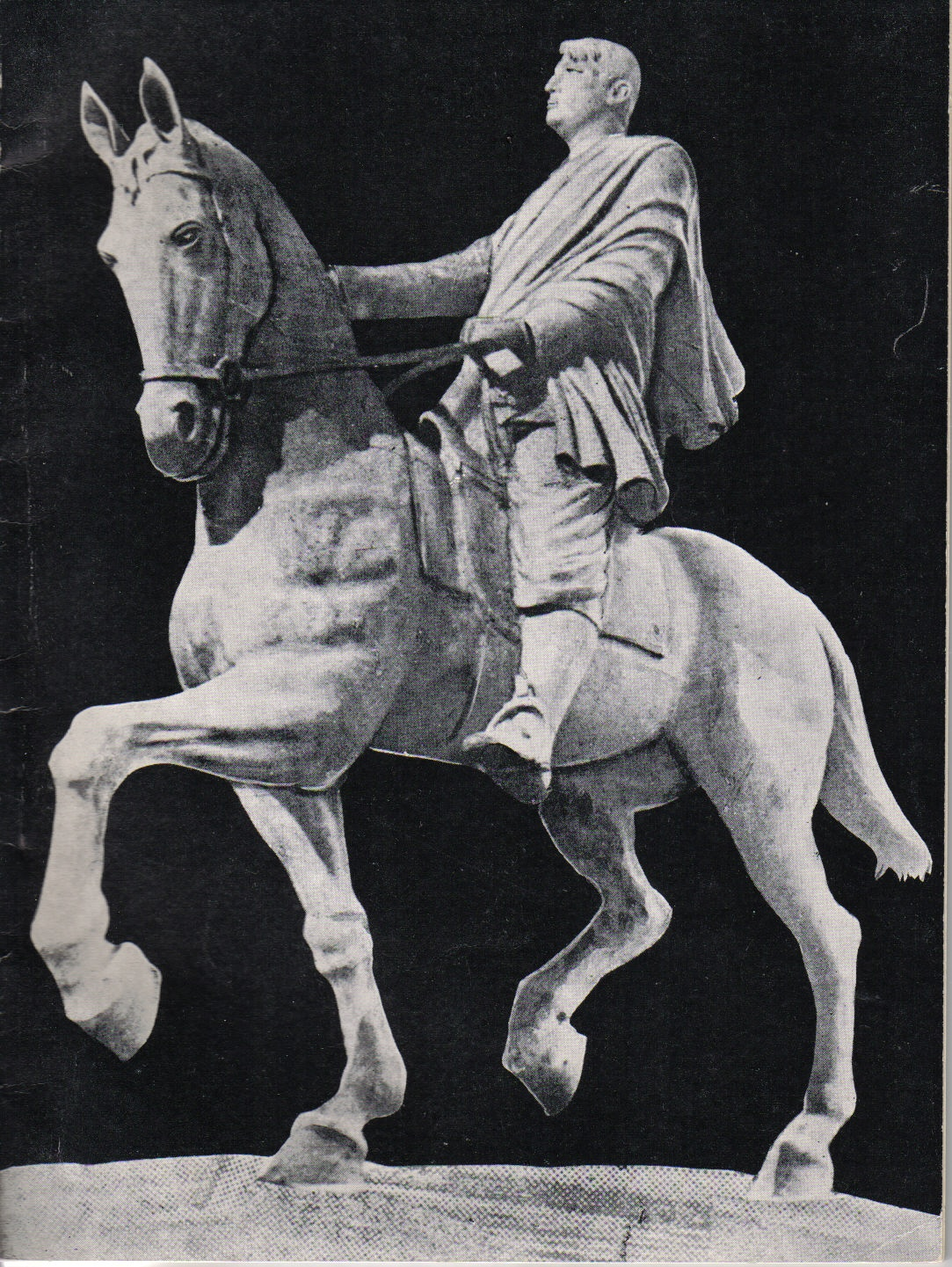
Statue de Bagha Jatin au Victoria Memorial, Kolkata

- Statue équestre à côté du Victoria Memorial, Calcutta
- Buste en marbre au parc Héduâ (Azad Hind Bâg) de Calcutta
- Buste de marbre au sud de Calcutta
- Gare ferroviaire à la banlieue de Calcutta
- Commune au sud de Calcutta
- Plusieurs hôpitaux, lycées et écoles dans les États du Bengale occidental et Orissâ
- Plusieurs bustes en Orissâ
- Une des routes principales en Orissâ

### Films
- Bâghâ Jatîn par Hiranmay Sen (en bengali), 1957
- Bâghâ Jatîn par H. Dâsgupta, Films Division, Government of India, documentaire (en anglais), 1977
- Bâghâ Jatîn (en oriyâ), documentaire

## Hommages posthumes
Dans les annales de la lutte pour l’indépendance, le 9 septembre est commémoré comme une date de réflexions, de résolutions et de transitions. D’après le rapport de H.W. Hell, les révolutionnaires, sous la couverture du Congrès, reprennent leur programme en 1923 : depuis le Punjab – sous l’initiative personnelle de Bhagat Singh -jusqu’au Bengale, le 9 septembre, ouvertement on célèbre avec enthousiasme le martyre de Jatin, en publiant des articles illustrés consacrés à sa mémoire ; l'Englishman, porte-parole du Gouvernement, fait part de ses inquiétudes dans deux de ses articles. C’est encore le 9 septembre 1938, d’un accord unanime, les dirigeants du Jugântar (l’esprit de Jatin) mettent fin, officiellement, à leur programme radical, au profit de l’action du Congrès sous la direction de Gândhî. Cependant, le 9 septembre 1947 est fêté au grand jour dans une liesse populaire, pendant toute une semaine d’hommages spontanés.